# Nelson Motta
Nelson Cândido Motta Filho ORB (São Paulo, 29 de outubro de 1944) é um jornalista, compositor, escritor, roteirista, produtor musical, teatrólogo e letrista brasileiro.
É autor de mais de trezentas músicas, com diversos parceiros, como Lulu Santos, Rita Lee, Ed Motta, Cidade Negra, Guilherme Arantes, Dori Caymmi, Erasmo Carlos e a banda Jota Quest. Produziu espetáculos de artistas como Elis Regina, Marisa Monte e Gal Costa.
É o autor de sucessos musicais como Dancing Days (com Ruben Barra), Como uma Onda (com Lulu Santos), Coisas do Brasil (com Guilherme Arantes) e da canção de final de ano da Rede Globo, "Um Novo Tempo" (com Marcos Valle e Paulo Sérgio Valle).

## Biografia e carreira
Filho de Nelson Cândido Motta, o "Nelsão", e Maria Cecília de Brito Franco, conhecida como "Xixa Motta", Nelsinho nasceu na capital paulista, mas ainda na infância seus pais decidem transferir-se para o Rio de Janeiro. Seu avô paterno era Cândido Mota Filho, importante intelectual que tomou parte no movimento modernista. Seus pais formaram-se em Direito, tendo sido sua mãe umas das poucas mulheres de sua turma na Faculdade de Direito do Largo São Francisco (FD-USP). Seu pai exerceu também durante alguns anos a profissão de jornalista.
Em 1966, venceu a fase nacional do I Festival Internacional da Canção (FIC), com sua canção Saveiros (com Dori Caymmi), interpretada por Nana Caymmi. Participou da bossa nova junto com nomes como Edu Lobo e Dori Caymmi. Ajudou no desenvolvimento do rock brasileiro, através de seu trabalho como jornalista em O Globo e no programa Sábado Som, pela Rede Globo. No final da década de 1980 foi responsável pelo lançamento de Marisa Monte e pela produção do festival Hollywood Rock. Idealizou e formatou programas como Chico & Caetano (1986) e Armação Ilimitada (1985). Fez palestras nas Universidades de Harvard (2000), Oxford (Inglaterra, 2005), Roma (2002) e Madri (2004) e em quase todas as capitais brasileiras.
É autor de mais de trezentas músicas, com diversos parceiros, como Lulu Santos, Rita Lee, Ed Motta, Guilherme Arantes, Dori Caymmi, Marcos Valle, Guinga, Max de Castro, Erasmo Carlos, João Donato e a banda Jota Quest. Autor de sucessos musicais como Dancing Days (com Ruben Barra), Como uma Onda (com Lulu Santos), Coisas do Brasil (com Guilherme Arantes), Bem que se Quis, primeiro sucesso de Marisa Monte, além da canção de final de ano da Rede Globo "Um Novo Tempo", com Marcos Valle e Paulo Sérgio Valle. Motta já dirigiu espetáculos no Brasil e no exterior e produziu discos de grandes astros e estrelas da MPB tais como Elis Regina, Marisa Monte, Patricia Marx, Gal Costa, Daniela Mercury, dentre outros.
Foi diretor artístico da gravadora Warner Music, produtor da PolyGram e também participou do programa Manhattan Connection (canal GNT), com Lucas Mendes e Paulo Francis, entre 1992 e 2000.
Escreveu os best-sellers Noites Tropicais e Vale Tudo - O Som e a Fúria de Tim Maia (ambos pela editora Objetiva), que, juntos, venderam mais de trezentas mil cópias; seus romances Ao Som do Mar e À Luz do Céu Profundo (editora Objetiva), O Canto da Sereia (editora Objetiva) e Bandidos e Mocinhas, além do livro de histórias Força Estranha (2010 - editora Objetiva), que mistura ficção e realidade, permaneceram na lista dos livros mais vendidos por semanas. Também escreveu Nova York é Aqui (editora Objetiva), Memória Musical (editora Sulina), dentre outros. Em 2005, foi condecorado pelo presidente Luiz Inácio Lula da Silva com a Ordem de Rio Branco no grau de Oficial suplementar.
Com roteiro de Nelson Motta a peça Tim Maia – Vale tudo, o Musical, baseado na biografia do autor sobre a vida de Tim Maia, tornou-se o maior fenômeno de bilheteria teatral em 2011. Em outubro de 2011 lançou  A Primavera do Dragão (Ed. Objetiva), biografia de Glauber Rocha, que narra sua vida até os 24 anos.
Foi colunista dos jornais Ultima Hora (1968), O Globo (1973 a 1980 e depois de 1995 a 2000) e Folha de S.Paulo (2003 a 2009).
Em novembro de 2008, Nelson passou a apresentar uma coluna semanal, às sextas feiras, no Jornal da Globo, sobre cultura e comportamento. A coluna ficou no ar durante 15 anos, sendo exibida pela última vez em 29 de dezembro de 2023. Em 2011 foi ao ar na GloboNews a segunda temporada da série Nelson Motta Especial, com dez programas, cada um com cinco crônicas sobre arte e cultura. O jornalista apresentou o programa musical diário Sintonia Fina até 2011 em várias rádios do país.
Foi corroteirista (com Denise Bandeira e Guilherme Fiuza), da minissérie O Brado Retumbante, de Euclydes Marinho, e no segundo semestre de 2012  teve seu livro O Canto da sereia adaptado e transformado em microssérie, ambos na TV Globo.
Em 2013, o musical "Elis, a musical", em parceria com Patricia Andrade, dirigida por Dennis Carvalho e estrelada por Laila Garin, ficou dois anos em cartaz.
O grêmio Uirapuru da Mooca o homenageou em 2013 com o enredo Nelson Motta - Ao cantar do Uirapuru.
É curador do Festival  Sonoridades, que teve sua quinta edição em dezembro de 2015.
Em 2014, Nelson celebrou seus setenta anos com o lançamento do CD Nelson 70, com músicas de sua autoria interpretadas por nomes da MPB como Lenine, Marisa Monte, Ana Cañas, Silva, Gaby Amarantos dentre outros; lançou também o livro As Sete Vidas de Nelson Motta, uma compilação de crônicas escritas durante sua carreira como jornalista, e o documentário Nelson 70, exibido pelo Canal Brasil.
Nelson ganhou o Premio APCA 2014 na categoria Música Popular e o Premio Faz diferença 2014 – na categoria Música.
Em 2015, foi idealizador do Musical “S’imbora - a história de Wilson Simonal", em parceria com Patricia Andrade, dirigida por Pedro Brício e estrelada por Ícaro Silva e produzida por Joana Motta.
Em 2016, foi homenageado no Grammy Latino, e lançou 101 canções que tocaram o Brasil, traçando uma história da música do país.
Em 2018, escreveu o Musical “O frenético Dancin’ Days”, em parceria com Patricia Andrade, dirigido por Deborah Colker e produzido por Joana Motta.
Realizou diversas palestras sobre música brasileira no mundo, com destaque para as atividades na Universidade de Harvard (EU, 2000 ) e Oxford (Inglaterra, 2002) e “Casa de las Américas” (Madri, 2003)
No fim de 2023, Nelson Motta anunciou sua saída do Jornal da Globo, onde tinha uma coluna ligada ao mundo da música e comportamento. Em 15 anos, ele levou  649 colunas ao ar.

### Vida pessoal
Nelson tem três filhas (Joana, de seu primeiro casamento, Esperança e Nina, que teve com a atriz Marília Pêra). Tem três netos, duas meninas e um menino e um bisneto. Foi casado quatro vezes: além de Marília, casou-se com Mônica Silveira, com a empresária Costanza Pascolato e com a publicitária Adriana Penna. Teve também um relacionamento com a cantora Elis Regina.

### Não ficção
- As sete vidas de Nelson Motta
- Resenha Esportiva - Dramas, Comédias e Tragédias de Sete Copas do Mundo
- A Primavera do Dragão
- Noites Tropicais
- Vale Tudo - O som e a fúria de Tim Maia
- Nova York é aqui
- Memória Musical
- 101 canções que tocaram o Brasil

### Ficção
- Ao Som do Mar e à Luz do Céu Profundo
- O Canto da Sereia
- Bandidos e Mocinhas
- Força Estranha